# Josef Knoll
Josef Gabriel Knoll (* 26. Juni 1899 in Ulm-Söflingen; † 12. September 1976 ebenda, meist Josef G. Knoll) war ein deutscher Pflanzenbauwissenschaftler. Seine Lehr- und Forschungsschwerpunkte waren die Grünlandwirtschaft, der Futterbau sowie der Landbau in den Tropen und Subtropen.

## Leben
Josef Gabriel Knoll, Sohn eines Landwirts, begann 1921 ein Studium der Landwirtschaft an der Technischen Hochschule München und legte 1924 an der Landwirtschaftlichen Hochschule Hohenheim sein Diplomexamen ab. 1921 wurde er Mitglied der katholischen Studentenverbindung K.D.St.V. Carolingia Hohenheim. 1926 promovierte er in Hohenheim mit einer Dissertation über die Pflanzenbestände der Wiesen in der Umgebung von Ulm. Nach der Promotion blieb er als wissenschaftlicher Assistent in Hohenheim. 1932 habilitierte er sich dort mit einer pflanzensoziologischen Schrift über die Arten auf süddeutschen Grünlandflächen und erhielt die Venia legendi für das Fachgebiet Acker- und Pflanzenbau.
Bis 1936 war Knoll als Privatdozent an der Grünlandabteilung des Instituts für Pflanzenbau und Pflanzenzüchtung in Hohenheim tätig. Er beschäftigte sich weiterhin mit der systematischen Kartierung des Dauergrünlandes auf Standorten in  Süddeutschland, aber auch mit der Züchtung von Gräsern sowie mit aktuellen Problemen beim Anbau von Futterpflanzen. 1937 folgte er einem Ruf als ordentlicher Professor an die Universität Leipzig. Hier leitete er bis 1945 das Institut für Pflanzenbau und Pflanzenzüchtung. Sein Forschungsschwerpunkt während dieser Zeit war der Grassamen- und Leguminosenanbau. Von 1941 bis 1945 hat er die Schriftenreihe "Der Futtersaatbau" herausgegeben.
Nach dem Zweiten Weltkrieg war Knoll zunächst als Pflanzenzuchtberater und Leiter einer Saatgutprüfungsstelle tätig. 1947 wurde er vom Hessischen Landwirtschaftsministerium mit der Gründung und dem Aufbau der Staatlichen Lehr- und Versuchsanstalt für Grünlandwirtschaft und Futterbau in Wehrda (Haunetal) beauftragt. 1948 übernahm er als Direktor die Leitung des Forschungs- und Beratungsinstituts für Höhenlandwirtschaft in Donaueschingen. Von hier aus führte er mit seinen Mitarbeitern in ganz Baden-Württemberg agrarökologische und betriebswirtschaftliche Untersuchungen auf Dorfgrundlage durch, deren Ergebnisse er in Karten zusammenstellte. Dadurch konnte er in anschaulicher Weise die optimalen Standorte für die landwirtschaftliche Produktion ermitteln und Wechselbeziehungen zwischen natürlichen Anbaufaktoren und betriebswirtschaftlichen Gegebenheiten aufzeigen.
1954 übernahm Knoll am Sitz der FAO in Rom die Stelle eines Direktors der Hauptabteilung Pflanzenproduktion und Pflanzenschutz. In dieser Funktion hatte er wesentlichen Anteil daran, Entwicklungsländer mit hochwertigem Saatgut zu versorgen und dort einen landwirtschaftlichen Beratungsdienst aufzubauen. 1961 kehrte er nach Hohenheim zurück. Die Landwirtschaftliche Hochschule berief ihn auf den neueingerichteten Lehrstuhl für Ausländische Landwirtschaft. Das von ihm bis zu seiner Emeritierung aufgebaute Institut wurde zur Keimzelle des späteren Hohenheimer Zentrums für die Landwirtschaft in den Tropen und Subtropen.
Am 6. August 1960 wurde Knoll mit dem  Großen Bundesverdienstkreuz ausgezeichnet. Die Eiselen-Stiftung Ulm verlieh von 1992 bis 2008 alle zwei Jahre den Josef G. Knoll-Wissenschaftspreis. Von 2010 bis 2020 wurde der Preis von der Stiftung fiat panis, als Nachfolgerin der Eiselen-Stiftung Ulm, verliehen. 2021 erfuhr die Stiftung von der Mitgliedschaft Prof. Knolls bei der SS. Sämtliche Gremien der Stiftung fiat panis haben sich aufgrund der Aktivitäten von Prof. Knoll innerhalb der SS während des NS-Regimes von ihm distanziert, indem sie als sichtbares Zeichen den nach ihm benannten Wissenschaftspreis umbenennen. Der Wissenschaftspreis der Stiftung fiat panis wird ab sofort den Namen Hermann Eiselen-Wissenschaftspreis tragen.

## Werke
- Die Pflanzenbestandsverhältnisse der Dauerwiesen in der Umgebung von Ulm mit besonderer Berücksichtigung der vorherrschenden Grasarten. Diss. Landw. Hochschule Hohenheim 1926.
- Die Pflanzenbestandsverhältnisse des süddeutschen Grünlandes I. Die Wiesentypen des württembergischen Unterlandes. Habil.-Schr. Hochschule Hohenheim 1932 = Arbeiten der Deutschen Landwirtschafts-Gesellschaft H. 386, 1932.
- Feldfutterbau. Kraft- und Saftfuttergewinnung vom Ackerlande. Verlag Eugen Ulmer Stuttgart 1935 = Schriften über neuzeitlichen Landbau H. 4.
- Mittel und Wege zur Ertragssteigerung des Grünlandes. Arbeiten der Leipziger ökonomischen Societät, Leipzig 1937.
- Luzerne oder Luzernegras?. Eine Gemeinschaftsarbeit des Forschungsdienstes von J. G. Knoll u. a. – Herausgegeben vom Reichsverband der Pflanzenzucht, Berlin 1943. Zugl. in: Der Futtersaatbau Bd. 2, 1943, H. 5.
- Über die Verteilung der Wiesentypen auf natürliche Wuchsgebiete und Geländeformen (gemeinsam mit Werner Krause). Archiv der Wissenschaftlichen Gesellschaft für Land- und Forstwirtschaft Freiburg i. Br., Sonderheft, Freiburg i. Br. 1951.
- Umwelt, Futter und Leistung. Eine kritische Betrachtung der Futterwirtschaft Südbadens. Donau-Post-Verlag Donaueschingen 1953 = Wartenbergheft Nr. 1.